# Максим Долгов
Максим Едуардович Долгов (укр. Максим Едуардович Долгов; Запорожје, 16. јун 1996) елитни је украјински скакач у воду и члан репрезентациј Украјине у овом спорту. Његова специјалност су скокови са торња са висине од 10 метара, како у појединачној тако и у конкуренцији синхронизованих парова.
Међународну каријеру започео је 2011. године учешћем на европском јуниорском првенству у Београду где је освојио две сребрне медаље у појединачним скоковима са торња и са даске 3м. Годину дана касније на истом такмичењу освојио је златну медаљу у скоковима са торња.
На светским сениорским првенствима дебитовао је у Казању 2015, а најбољи резултат остварио је у синхронизованим скоковима са торња где је у пару са Александром Хоршковозовим заузео 4. место. Годину дана касније учестовао је и на ЛОИ 2016. у Рију где се такмичио у синхронизованим скоковима са торња, такође у пару са Хоршковозовим, а украјински двојац је такмичење окончао на 6. месту.
На светском првенству 2017. у Будимпешти најбоље резултате постигао је у појединачним скоковима са торња и у синхроним скоковима са торња (у пару са Хоршковозовим) када је у оба наврата освајао 5. место у финалима.